# Compromiso histórico

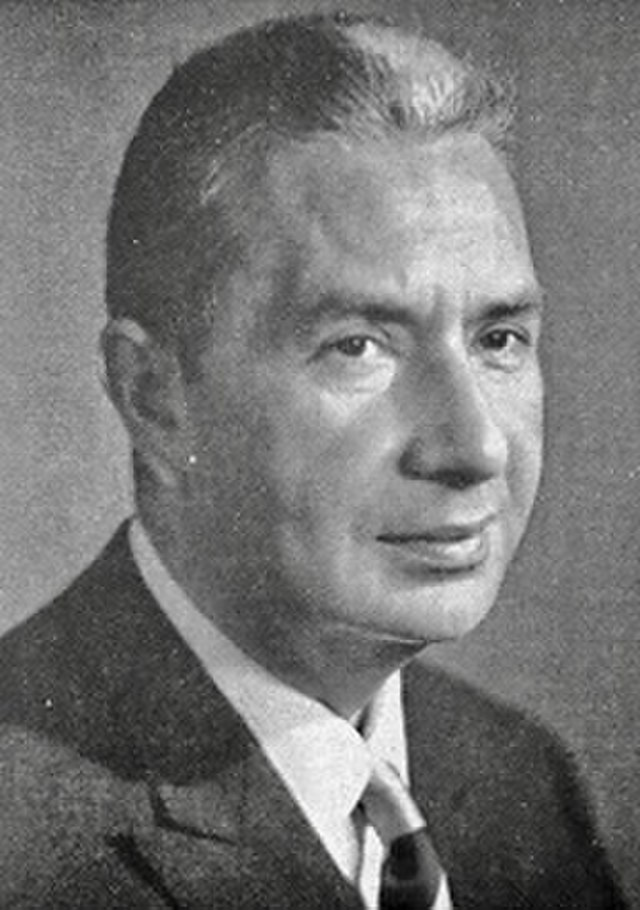
Aldo Moro en 1968

El compromiso histórico (en italiano compromesso storico) fue una línea política teorizada y realizada por Enrico Berlinguer, secretario general del Partido Comunista Italiano (PCI) durante los años 1970.
El compromiso histórico auspiciaba una colaboración orgánica entre todos los partidos de mayor representación nacional: Democracia Cristiana, PCI y Partido Socialista Italiano. Así se intentaba conseguir el máximo consenso posible en torno a las instituciones democráticas y a través de una política reformista, evitar tentaciones de autoritarismo.
Este compromiso histórico se realizó parcialmente mediante el apoyo externo del PCI al gobierno democristiano de Giulio Andreotti en 1978 y acabó con el asesinato de Aldo Moro, uno de sus mayores defensores.
El 28 de noviembre de 1980 oficialmente se anunció el fin del compromiso.
Es destacable el rechazo al acuerdo compartido tanto por los Estados Unidos como por la Unión Soviética.

## Orígenes
El compromiso histórico surgió en 1973 como una propuesta por parte de Berlinguer en la revista Rinascita, órgano de comunicación de los comunistas italianos, en ella se llamaba a la Democracia Cristiana a iniciar una alianza de gobierno, desde el principio contó con el apoyo de Aldo Moro. La idea de crear un acercamiento fue una consecuencia directa del Golpe de Estado en Chile ocurrido el 11 de septiembre. El secretario del PCI consideraba que los acontecimientos en Chile habían demostrado que los partidos comunistas no podrían gobernar en los países democráticos sin el apoyo de fuerzas moderadas. 
El acercamiento tuvo la oposición de una parte del PSI, especialmente de políticos como Bettino Craxi y Riccardo Lombardi, quienes lo veían como un plan para marginar a los socialistas italianos y que a su vez frustrara cualquier intento de crear una alternativa de izquierdas con el liderazgo del PSI en el gobierno, además se mostraron en contra los miembros del Partido Republicano Italiano (PRI), bajo el liderazgo de Ugo La Malfa quienes también veían un intento de marginar a otras fuerzas partidistas. Por el espectro derechista, el ala más conservadora de la DC, representada por Giulio Andreotti tampoco fue favorable al acuerdo.

## Desarrollo
El 20 de junio de 1976 se celebraron en el país elecciones generales, fueron ganadas por la Democracia Cristiana  al obtener 262 escaños en la Cámara, producto de unos 14,2 millones de votos, en segunda posición se colocaron los comunistas italianos con 228 diputados y unos 12,6 millones de sufragios, el PCI tuvo un crecimiento de 3,5 millones de electores respecto a 1972. El alza en el apoyo que tuvieron los comunistas provocó que los sectores centristas y empresariales buscaran estrategias para evitar en el futuro una victoria del partido que acercara al país a la URSS y lo alejara de la OTAN. La solución propuesta por la propia DC consistía en integrar a los comunistas a las políticas gubernamentales para moderar su posición, medida que había funcionado en el pasado con los socialistas. Andreotti fue el elegido para tratar de lograr un acuerdo, sin embargo, el político no era tan favorable al considerarlo como una confusión: "En mi opinión, el compromiso histórico es el resultado de una profunda confusión ideológica, cultural, programática e histórica y, en términos prácticos, sería la suma de dos problemas: el clericalismo y el colectivismo Comunista". Finalmente, el PCI aceptó un acuerdo externo bajo el nombre de Solidaridad Nacional.
En 1977 el PCI puso en marcha el Eurocomunismo, una variante del comunismo que buscaba acercarse a las clases medias y aceptar el funcionamiento de un modelo parlamentario pluripartidista lo que alejaba a los partidos del modelo dictado desde Moscú, la propuesta contó con el apoyo de los partidos comunistas de Francia y España.
El compromiso histórico fue boicoteado por la extrema izquierda casi desde sus inicios, el 16 de marzo de 1978 fue secuestrado el ex primer ministro Aldo Moro por las Brigadas Rojas justo en el momento en el cual se dirigía a votar una moción de confianza al gobierno de Andreotti que sería apoyada por el PCI. Los secuestradores exigían la liberación de prisioneros y el reconocimiento político a cambio de la libertad de Moro, sin embargo, el gobierno rechazó cualquier tipo de negociación, finalmente el antiguo primer ministro fue asesinado el 9 de mayo. Tras este suceso, los comunistas retiraron el apoyo a la administración encabezada por los democristianos, el gobierno trató de lograr algún tipo de acuerdo con otras fuerzas políticas, sin embargo, fracasó y fue necesaria la convocatoria de nuevas elecciones.
El 3 de junio de 1979 se celebraron las segundas elecciones generales en el marco del compromiso histórico. La Democracia Cristiana volvió a ganar las votaciones al conservar sus diputados y una cifra 14 millones de votos. Sin embargo, el Partido Comunista de Italia sufrió una pérdida de apoyo electoral cayendo a los 201 escaños, la caída de los comunistas benefició a los socialistas y al Movimiento Social Italiano, partido de extrema derecha. Sin embargo, pese al revés electoral de los comunistas, el acuerdo continuó pero cada vez con más problemas.
En febrero de 1980 se celebró el XIV Congreso de la Democracia Cristiana Italiana, el sector moderado del partido (conformado por las corrientes "Iniciativa Democrática", "Dorotea" y "Fuerza Nueva") ganó las elecciones internas gracias a un programa anticomunista que le llevó a conseguir el 57,7% de los votos. El ala conservadora y la fórmula de Andreotti denominada "Primavera" apostaron por continuar con el compromiso histórico, sin embargo únicamente obtuvieron el 42,3% del apoyo. Tras el congreso, Flaminio Piccoli se convirtió en el nuevo secretario general de la DC, lo que significó el principio del fin del acuerdo. El 28 de noviembre, Enrico Berlinguer anunció el final de la alianza.

## Resultados electorales
| Cámara de Diputados |                 |            |              |     |                                       |
| Año de elección     | Número de Votos | % de votos | % de Escaños | +/– | Líderes                               |
| 1976                | 26 824 169 (#1) | 73,1       | 491/630      | –   | Aldo Moro, Enrico Berlinguer          |
| 1979                | 25 185 521 (#1) | 68,7       | 463/630      | 28  | Benigno Zaccagnini, Enrico Berlinguer |

| Senado de la República |                 |            |              |     |                                       |
| Año de elección        | Número de Votos | % de votos | % de Escaños | +/– | Líderes                               |
| 1976                   | 22 865 125 (#1) | 72,7       | 251/315      | –   | Aldo Moro, Enrico Berlinguer          |
| 1979                   | 21 866 667 (#1) | 69,8       | 247/315      | 4   | Benigno Zaccagnini, Enrico Berlinguer |